# Kevin Smith (réalisateur)
Pour les articles homonymes, voir Smith et Kevin Smith.
Kevin Smith, né le 2 août 1970 à Red Bank, dans le New Jersey, (États-Unis), est un réalisateur, scénariste, producteur, acteur, humoriste, podcaster et auteur de comics américain.
Il est le créateur de l'univers de fiction View Askewniverse et cofondateur, avec son ami Scott Mosier, de la société de production View Askew Productions.

## Biographie

### Jeunesse
Kevin Patrick Smith naît le 2 août 1970 et grandit à Red Bank, dans le New Jersey, aux (États-Unis). Après avoir fréquenté l’atelier d’écriture du Eugene Lang College de la New School for Social Research de Manhattan et le College de Brookdale et la Henry Hudson Regional High School (en) à Highlands dont il sort diplômé en 1989 dans le New Jersey, il travaille pendant quatre mois à la Vancouver Film School et s’avère être un étudiant turbulent. Il fréquente également The New School à New York mais n'y obtient pas de diplôme. Il rencontre ensuite Jason Mewes avec lequel il se découvre une passion commune : les comics.

### Débuts et révélation du cinéma indépendant

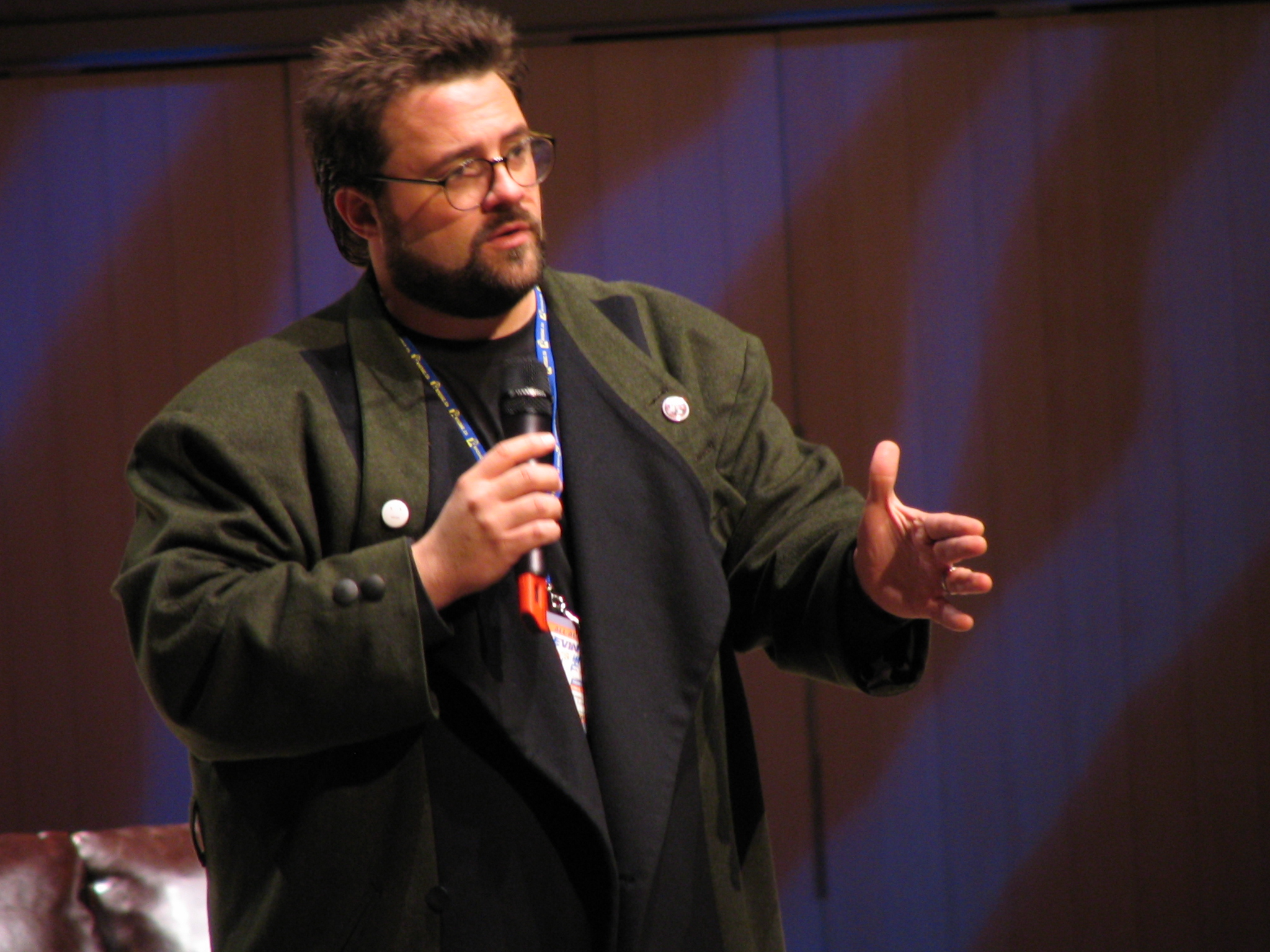
Le réalisateur en novembre 2004, à Toronto.

De retour dans le New Jersey, il est amené à travailler comme caissier dans une épicerie de la ville de Leonardo, qui lui donne l’idée du film, Clerks : Les Employés modèles (Clerks.), en 1994, une comédie intelligente qui aborde des thèmes sérieux, aux dialogues de grande qualité et très crus. En effet, il écrit, tourne et produit dans cette petite épicerie de province aux heures de fermeture son premier film dans lequel il intègre les anecdotes qu’il a collectées en y travaillant. Il y fait également tourner sa sœur, Virginia, qui joue également dans son troisième film. Sorti en France en 1994, Clerks : Les Employés modèles remporte le Prix de la Jeunesse à la Semaine internationale de la critique à Cannes, le Prix du Public au Festival du film américain de Deauville et la récompense la plus élevée, celle du meilleur réalisateur, au festival de Sundance, la Mecque du cinéma indépendant américain. Tourné en 21 jours, en noir et blanc pour un budget de 27 575 $ que Kevin Smith finance en partie par la vente d’une collection de bandes dessinées et qu’il rachète avec le succès rencontré, le film, distribué par Miramax Films, rapporte 3,2 M$ au box-office américain et 6 M$ au total.
Le succès de son premier film permet à Kevin Smith d’obtenir de Miramax Films un budget de 6 millions de dollars pour son deuxième film, Les Glandeurs (Mallrats) en 1995 qui met en scène deux fainéants et dont il veut faire un « Porkys futé ». Le film, qui se déroule presque intégralement dans un centre commercial situé non pas dans le New Jersey mais à Minneapolis pour des raisons de production, est un échec artistique et commercial. Il rapporte 2,1 M$ au box office US et n’est même pas distribué en France, mais remporte un grand succès en vidéo et semble être le favori des fans. Il permet tout de même à son réalisateur de former une bande d’acteurs qui lui restent désormais fidèles.
Méprise multiple (Chasing Amy), en 1997, pour lequel la relation amoureuse qu’il entretient avec Joey Lauren Adams rencontrée lors du tournage des Glandeurs lui a été d’une grande inspiration, est le troisième long métrage de Kevin Smith. Séparé de Joey Lauren Adams alors que le film est sur le point d’être emballé, il rencontre sa future femme, Jennifer Schwalbach qu’il épouse le 25 avril 1999, peu avant d’aller chercher l'Independent Spirit Awards que remporte le film.

### Progression commerciale

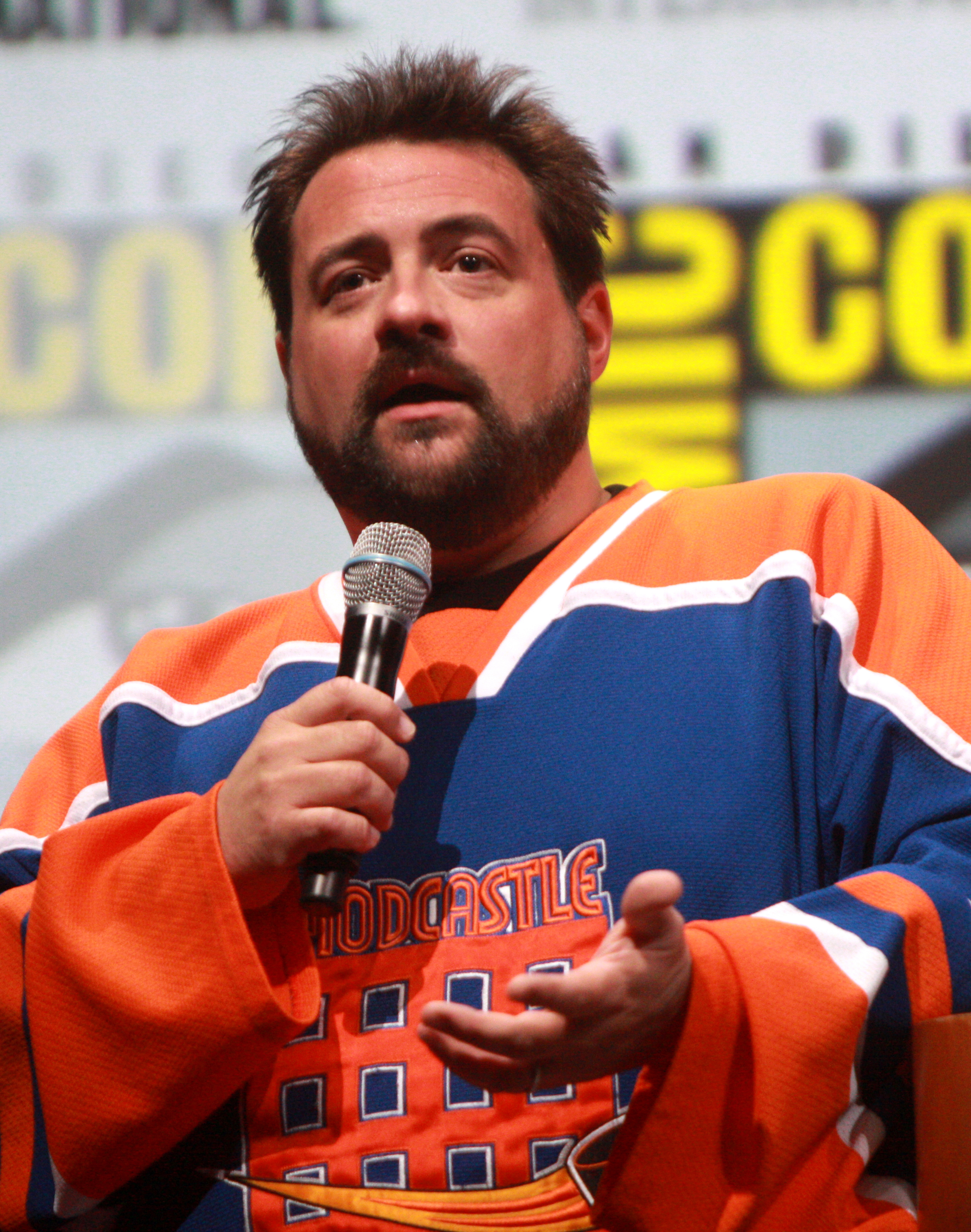
Le cinéaste au Comic-Con de San Diego 2013.

Fidèle à ses amis et grâce au succès qu’il remporte dans le milieu du film indépendant, il commence à produire dans la même période les films de son groupe d'amis, notamment Will Hunting (Good Will Hunting), en 1997, dans lequel jouent ses amis Ben Affleck et Matt Damon, également à l’origine du scénario, ou Drawing Flies (1996) dans lequel jouent Joey Lauren Adams et Jason Lee.
En 1999, il tourne Dogma qui fait scandale dans les milieux catholiques puisqu’il aborde le thème religieux sous un angle moderne et « à sa sauce », et surtout parce qu’il montre Dieu incarné en femme, par la chanteuse Alanis Morissette. Le film possède une distribution prestigieuse et un scénario abracadabrant, très réussi et très original[réf. nécessaire]. C’est à cette période que Jennifer Schwalbach Smith met au monde leur fille, Harley Quinn Smith, nommée ainsi en référence à Harley Quinn, un personnage de la série d'animation Batman. Sa fille apparaît avec sa mère dans Jay et Bob contre-attaquent (Jay and Silent Bob Strike Back) en 2000, puis dans Clerks 2 en 2006.
Auparavant, Kevin Smith réalise Père et Fille en 2004, une parenthèse dans ses films du View Askewniverse. Ben Affleck y incarne un père veuf. Le long-métrage, beaucoup plus classique sur la forme comme sur le fond, est beaucoup plus dramatique et s'inspire de la propre expérience de père de Kevin Smith. Il est d'ailleurs dédié à son père, disparu quelque temps plus tôt.
En 2006, il réalise Clerks 2, la suite de son film culte sorti en 1994. Un retour au cinéma indépendant ponctuel, puisqu'il revient vers des plus gros budgets et des stars pour son projet suivant. Pour Zack et Miri font un porno, mettant en scène Seth Rogen et Elizabeth Banks dans les rôles principaux, il abandonne ses personnages fétiches. Le film sort en 2008 dans les salles américaines devenant l'un des plus grands succès du réalisateur avec 42 millions de dollars de recettes mondiales et a également fait une controverse notamment à une affiche. En France, le film ne sort qu'en DVD, en octobre 2010.
Parallèlement, il tient un petit rôle dans l'attendu blockbuster Die Hard 4 : Retour en enfer, où il y interprète un pirate informatique de renom. Il y donne surtout la réplique à la star Bruce Willis, qui souhaite travailler avec lui. En 2010 sort ainsi la comédie policière dans Top Cops, portée par la star du cinéma d'action et le comique Tracy Morgan. C'est le premier long-métrage réalisé par Smith dont il n'est pas également scénariste. Bien que les critiques l'ont reçu négativement,, le film a obtenu un succès commercial avec 55 millions de dollars de recettes mondiales, devenant ainsi son plus grand succès public en devançant Zack et Miri font un porno.
En 2011, il réalise Red State, un projet de film d'horreur de longue date, avec Melissa Leo et John Goodman. Après avoir écrit le scénario Clerks III, il se lance dans la réalisation d'un nouveau film d'horreur. Tusk sort aux États-Unis en 2014. Le film marque le départ d'une nouvelle trilogie, True North, qui se poursuit avec Yoga Hosers et qui devait se conclure avec Moose Jaws (non produit à ce jour).
Il revient ensuite au View Askewniverse avec Jay et Bob contre-attaquent… encore (Jay and Silent Bob Reboot), sorti fin 2019. Il participe également à l'écriture et à la production de la série d'animation Les Maîtres de l'univers : Révélation, diffusé à l'été 2021 sur Netflix. Elle fait suite à la série Les Maîtres de l'Univers diffusée dès 1983.
Alors qu'il annonce avoir écrit les scénarios des suites de Clerks 2 et Les Glandeurs, son film suivant est cependant Killroy Was Here, un film à sketches mêlant comédie et horreur et inspiré du célèbre graffiti Kilroy was here. Tourné entre 2017 et 2018, ce film a tout petit budget sort en juillet 2022 sous la forme de 5 555 NFT, sur la plateforme spécialisée Secret Network.
En aout 2021, il commence le tournage de Clerks 3, évoqué depuis des années. Il sortira en septembre 2022. Il délaisse ensuite ses personnages phares pour tourner The 4:30 Movie, une comédie sur des adolescents située dans les années 1980. Il tourne principalement le film dans le cinéma de son enfance situé à Atlantic Highlands, dont il est ensuite devenu le propriétaire. Le film sortira à l'été 2024.

### Ses autres activités

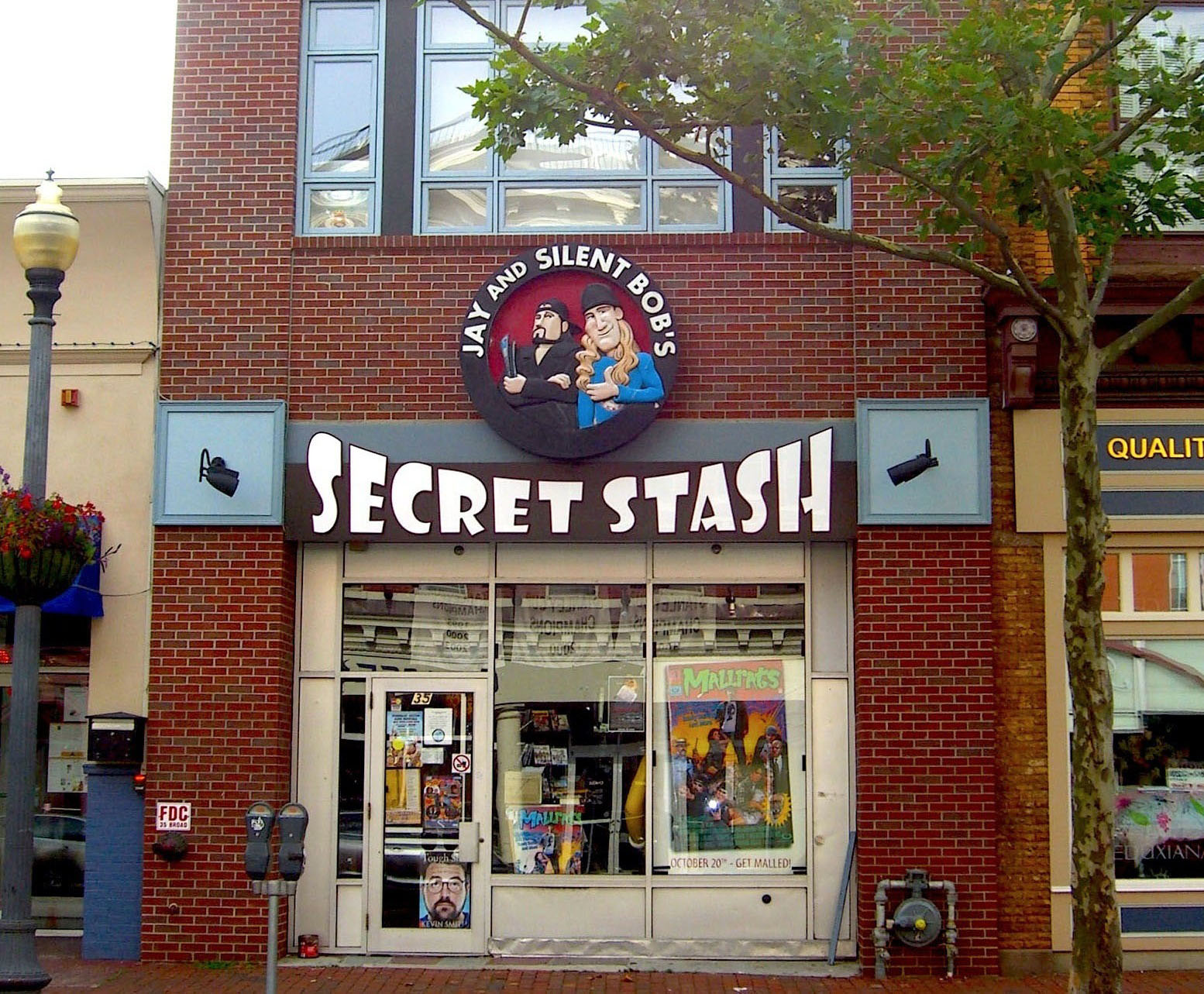
Kevin Smith est le propriétaire de la boutique de comics Jay and Silent Bob's Secret Stash à Red Bank dans le New Jersey.

Loin de concentrer toute son activité, Kevin Smith écrit également des scénarios de bandes dessinées et de dessins animés, comme la version animée de Clerks : Les Employés modèles (Clerks), en 1994, des scénarios de films qu’il ne réalise pas, notamment le scénario de Superman Reborn, que devait réaliser un temps Tim Burton, suggéré par Kevin, qui a transformé ce script à sa propre vision du film mais qui a finalement abandonné le projet.
Une autre de ses activités est la comédie puisqu’on le voit de plus en plus jouer dans les films des autres, dans Daredevil (2002) par exemple, après être apparu dans la totalité de ses films uniquement dans le rôle de Silent Bob, ce personnage silencieux en tandem avec son inséparable ami Jay, très bavard. Le tandem est en haut de l’affiche de son cinquième film, Jay et Bob contre-attaquent (Jay and Silent Bob Strike Back) en 2001, nouveau clin d’œil à Star Wars auquel il fait régulièrement référence depuis son premier film. Il aime d’ailleurs truffer ses films de références, comme des noms de personnages de ses films antérieurs qu’il intègre dans les dialogues, ou qui lui permettent de rendre hommage aux films de John Hughes et de Steven Spielberg, mais aussi à la bande dessinée et au hockey sur glace.
Il monte également une maison de production dans le New Jersey, évidemment, qu’il appelle View Askew Productions, nom qu’il donne également à son site qu’il utilise fréquemment pour communiquer avec ses nombreux fans.
En 2007, Smith et son ami Scott Mosier fondent SModcast, un podcast hebdomadaire. SModcast est devenu en 2010 un réseau de podcasts appelé le SModcast podcast network, présenté par Smith et ses amis avec différentes émissions humoristiques, centrées sur les comics et le cinéma, comme Hollywood Babble-on ou Fatman on Batman.

### Vie privée

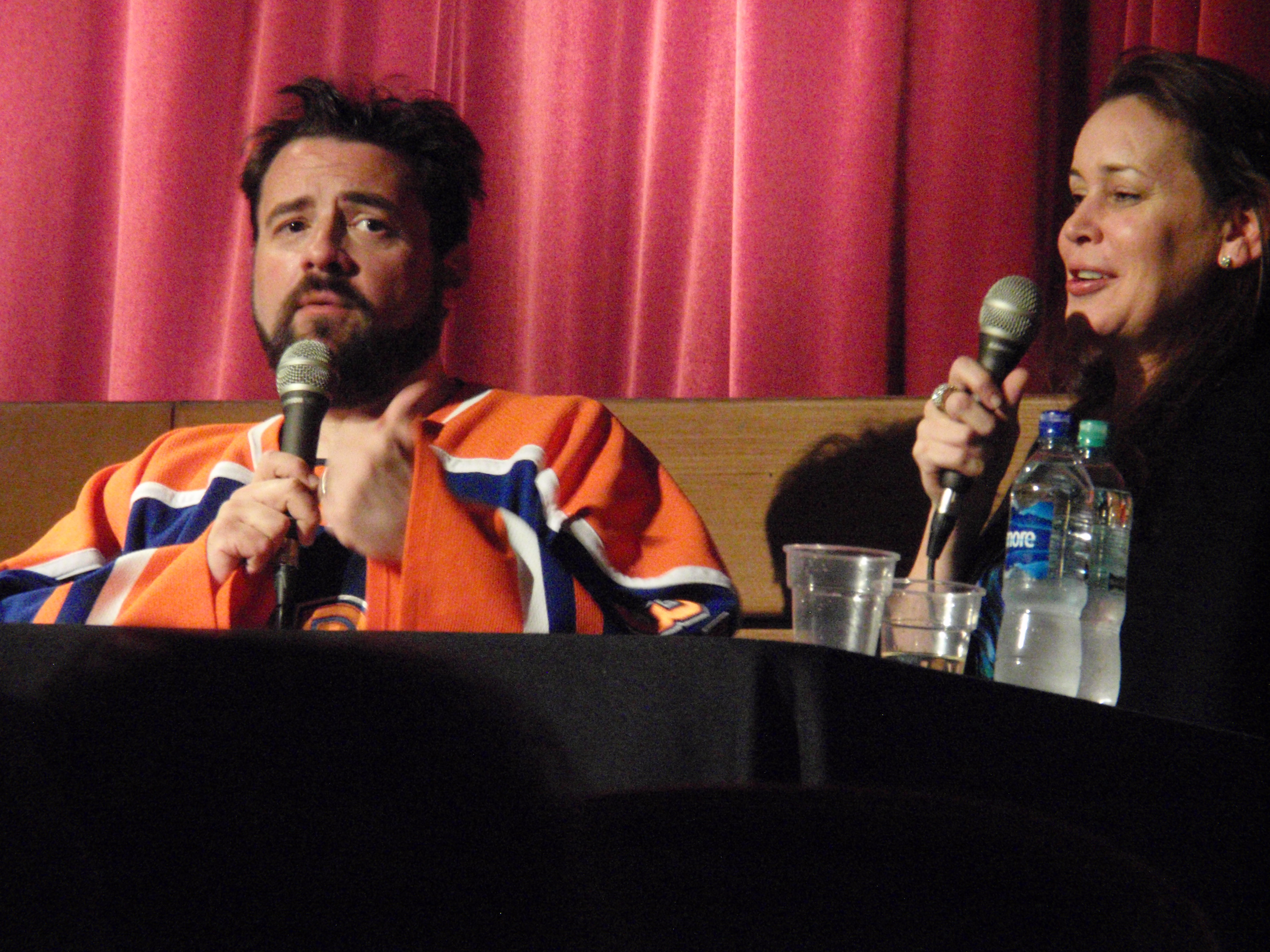
Kevin Smith et sa femme Jennifer Schwalbach Smith en 2011

Il a un temps fréquenté l'actrice Joey Lauren Adams. Ils se séparent en juin 1997.
Kevin Smith rencontre ensuite Jennifer Schwalbach, lorsque cette dernière l'interviewe pour USA Today. Ils se marient au Skywalker Ranch le 25 avril 1999. Ils ont une fille, Harley Quinn Smith, née le 26 juin 1999 et nommée ainsi en hommage à Harley Quinn.
Kevin Smith est un passionné de hockey sur glace et un fervent supporter des Devils du New Jersey et apprécie également les Oilers d'Edmonton.

## Anecdotes

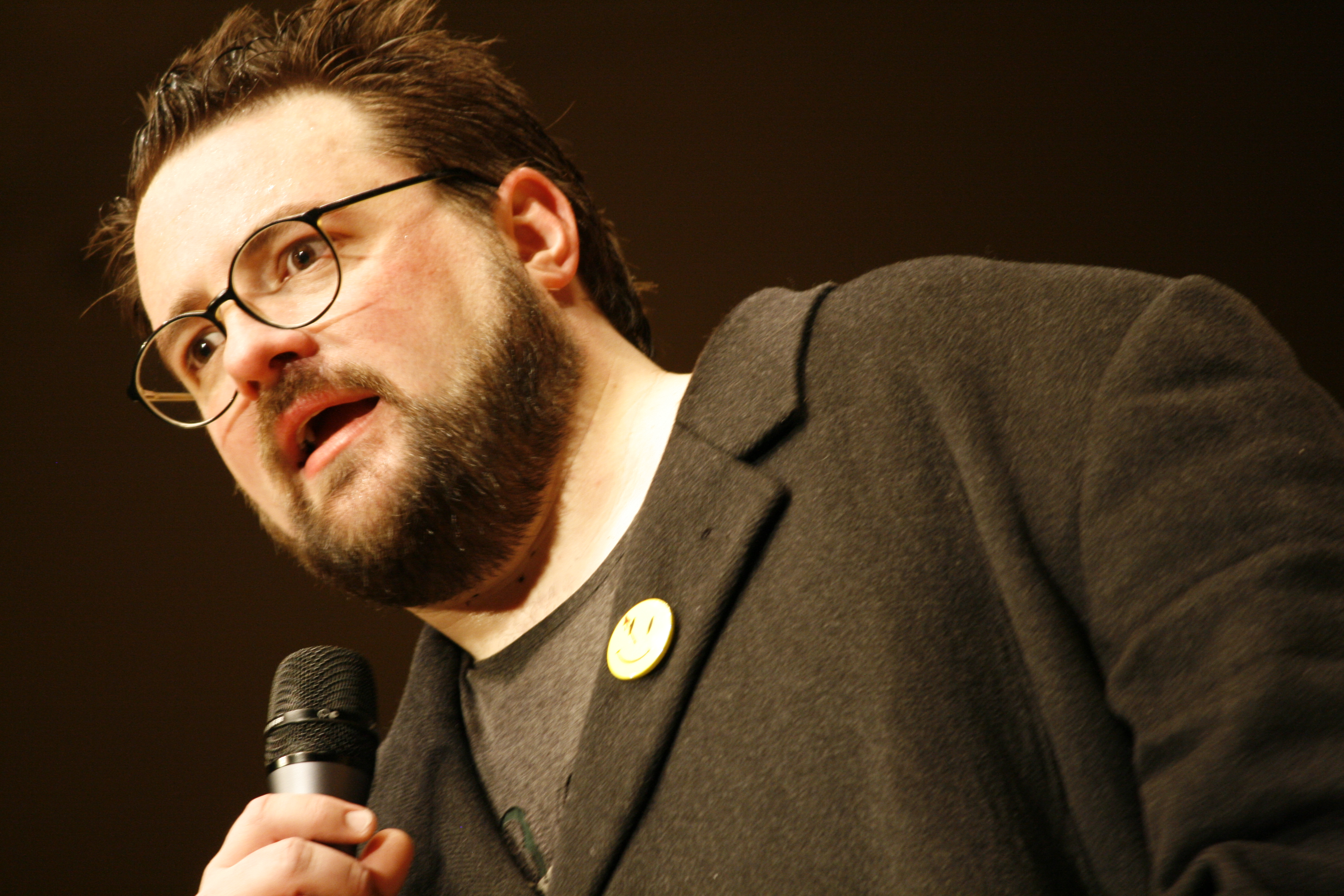
Kevin Smith à une conférence, en février 2009.

Kevin Smith s'est aussi bâti une réputation grâce à l'humour dont il fait part dans ses différentes conférences. Que ce soit face à la presse ou bien face à des étudiants, Kevin Smith n'hésite pas à mimer des personnages, se moquer et insulter d'autres personnes, raconter des anecdotes personnelles, etc. Deux DVD de ces interviews sont sortis sous le titre Evening With Kevin Smith, en 2002 et en 2006. Voici différentes interventions de Kevin Smith :
- Dogma[17] : Il raconte qu'une manifestation rassemblant 1 500 personnes était prévue devant un cinéma, pour protester contre ce film se jouant de la religion catholique. Kevin Smith y est allé avec un de ses amis, Bryan Johnson, et a fait une pancarte sur laquelle était écrit « Dogma is dog shit » afin de manifester lui aussi, contre son film... Arrivé sur place, il se rend compte qu'il n'y pas 1500 mais 15 personnes, et réussit à se faire interviewer par une journaliste. Cette dernière lui demande s'il a vu le film. Il répond que non, mais dit qu'il a vu Clerks, et qu'il avait trouvé ça très drôle... Enfin, lorsque cette dernière lui demande son nom, il prétend s'appeler Bryan Johnson, qui est le nom de l’ami qui l’accompagne[18]…
- Superman[19] : Le producteur Jon Peters avait engagé Kevin Smith comme scénariste pour le film. Dans une conférence, Kevin Smith raconte avec beaucoup d’humour la façon dont s’est passé l’écriture du script. Le producteur voulait que Superman ne soit pas en costume dans le film, qu’il ne vole pas, et surtout il voulait que le film se finisse avec une araignée géante… Il voulait aussi placer dans le film Chewbacca de Star Wars, des gardes du corps de Superman, une bataille avec des ours polaires… Bref, Kevin Smith devait écrire un script complètement incohérent pour un Superman. Mais comme il le dit dans la conférence, il voulait à tout prix écrire le script de Superman, et c’est pourquoi il a accepté toutes ces contraintes. Cependant, Tim Burton s’occupa par la suite de la réalisation, et engagea un autre scénariste, mettant à l’écart Kevin Smith.
- Tim Burton[20] : Kevin Smith n’apprécie pas Tim Burton, si l’on se réfère aux différentes vidéos dans lesquelles il parle de lui. Kevin Smith explique qu’il avait fait une bande dessinée dans laquelle une page montrait des singes remplacer la tête d’Abraham Lincoln par une tête de singe. Tim Burton a aussi fait ceci dans son film La Planète des singes. La blague entre Kevin Smith et le journaliste Lou Lumineck, comme quoi Kevin allait poursuivre Tim en justice, a mal tourné quand Lou en a fait mention à l'agent de Tim, et elle est apparue, avec les commentaires de Tim Burton, comme une vraie info dans les journaux.
- Prince[21],[22],[23],[24] : le chanteur Prince invite Kevin Smith chez lui, au Paisley Park, pour faire un documentaire sur la sortie de son nouvel album. Kevin, ne s'attendant pas à une offre pareille, accepte. Mais une fois sur place, non seulement il se rend compte que Prince est un brin excentrique et qu'il est très difficile de travailler avec lui. Kevin Smith s'aperçoit également qu'il n'a lui-même pas la moindre idée de comment faire un documentaire...
- Le Seigneur des Anneaux[25]. : Kevin Smith, voulant toujours polémiquer, donne sa vision de la trilogie du Seigneur des Anneaux. Étant un grand fan de Star Wars, il prend plaisir à critiquer les autres trilogies. Il décrit Le Seigneur des anneaux comme une trilogie où on ne voit que des Hobbits marcher tout le temps. Allant encore plus loin, il dit que lorsque le troisième épisode est sorti, tout le monde savait que ce film rapporterait énormément d’argent, et tout le monde voulait le voir. Kevin Smith dit qu’il aurait voulu que le réalisateur finisse le film par une scène dans laquelle Sam Gamegie ferait une fellation à Frodon Sacquet, le personnage principal… D'ailleurs dans Clerks 2, le personnage Randal Graves critique ouvertement la trilogie du Seigneur des Anneaux (en faisant passer ses fans pour des demeurés) et déclare qu'il n'existe qu'« UNE seule trilogie » (Star Wars épisodes IV, V et VI). Et puis, qu'il n'y a qu'UN seul « Retour » et que c'est celui du Jedi et non celui du Roi.
- La Passion du Christ[26] : Kevin Smith exprime son opinion sur La Passion du Christ de Mel Gibson. Ayant été très critiqué pour son film Dogma, celui-ci estime que son film est pourtant bien moins choquant que celui de Mel Gibson. Après d’autres imitations, Kevin Smith finit par avouer que s’il avait été le réalisateur du film, ce dernier aurait commencé par la fin, c’est-à-dire Jésus crucifié. Arriveraient alors deux ninjas qui massacreraient la foule et délivreraient Jésus, ces deux ninjas enlevant par la suite leur masque et révélant le visage de Jay & Silent Bob, personnages clés de l’univers de Kevin Smith !
- Les réactions[27] : Des années après avoir raconté les histoires avec le scénario de Superman, Tim Burton et Prince, un fan demande à Kevin Smith si les stars concernées l'avaient interpellé sur ses propos. Kevin révèle alors que Jon Peters a étrangement été flatté par l'histoire, Tim Burton a préféré l'ignorer... mais Prince l'a très mal pris, surtout parce qu'il croyait avoir fait signer à Kevin un accord de non divulgation.

## Filmographie
Sauf indication contraire, les informations mentionnées dans cette section peuvent être confirmées par la base de données cinématographiques IMDb,  présente dans la section « Liens externes ».

### Réalisateur

#### Cinéma
- 1992 : Mae Day: The Crumbling of a Documentary (court métrage)
- 1994 : Clerks : Les Employés modèles (Clerks)
- 1995 : Les Glandeurs (Mallrats)
- 1997 : Méprise multiple (Chasing Amy)
- 1999 : Dogma
- 2001 : Jay et Bob contre-attaquent (Jay and Silent Bob Strike Back)
- 2004 : Père et Fille (Jersey Girl)
- 2006 : Clerks 2 (Clerks II)
- 2008 : Zack et Miri font un porno (Zack and Miri Make a Porno)
- 2010 : Top Cops (Cop Out)
- 2011 : Red State
- 2014 : Tusk
- 2016 : Yoga Hosers
- 2016 : Holidays - segment Halloween
- 2019 : Jay et Bob contre-attaquent… encore (Jay and Silent Bob Reboot)
- 2022 : Killroy Was Here
- 2022 : Clerks 3 (Clerks III)
- 2024 : The 4:30 Movie
- prochainement : Jay and Silent Bob: Store Wars

#### Télévision
- 1996 : Hiatus (téléfilm)
- 2001 : The Concert for New York City (téléfilm) - segment Why I Love New #*$%!&@ York
- 2002 : The Flying Car (court métrage)
- 2007 : Le Diable et moi (Reaper) (série télévisée) - 1 épisode
- 2016-2018 : Flash (The Flash) (série télévisée) - 3 épisodes
- 2017-2018 : Supergirl (série télévisée) - 4 épisodes
- 2017-2019 : Les Goldberg (The Goldbergs) - 3 épisodes
- 2018 : Hollyweed (téléfilm)

#### Clips vidéo
- 2000 : Because I got high d'Afroman
- 2023 : Highlife de Logic

### Scénariste

#### Cinéma
- 1992 : Mae Day: The Crumbling of a Documentary (court métrage) de lui-même et Scott Mosier (coécrit avec Scott Mosier)
- 1994 : Clerks : Les Employés modèles (Clerks) de lui-même
- 1995 : Les Glandeurs (Mallrats) de lui-même
- 1997 : Méprise multiple (Chasing Amy) de lui-même
- 1999 : Dogma de lui-même
- 2001 : Jay et Bob contre-attaquent (Jay and Silent Bob Strike Back) de lui-même
- 2004 : Père et Fille (Jersey Girl) de lui-même
- 2006 : Clerks 2 (Clerks II) de lui-même
- 2008 : Zack et Miri font un porno (Zack and Miri Make a Porno) de lui-même
- 2011 : Red State de lui-même
- 2013 : Jay & Silent Bob's Super Groovy Cartoon Movie (en)
- 2014 : Tusk de lui-même
- 2016 : Yoga Hosers de lui-même
- 2016 : Holidays - segment Halloween de lui-même
- 2019 : Jay et Bob contre-attaquent… encore (Jay and Silent Bob Reboot) de lui-même
- 2022 : Killroy Was Here de lui-même (coécrit avec Andrew McElfresh)
- 2022 : Clerks 3 (Clerks III) de lui-même
- 2024 : The 4:30 Movie de lui-même

#### Télévision
- 1996 : Hiatus (série télévisée) (coécrit avec Jason Lee)
- 2000-2001 : Clerks (Clerks: The Animated Series) (série télévisée d'animation) - 6 épisodes
- 2001 : The Concert for New York City (téléfilm) - segment Why I Love New #*$%!&@ York
- 2002 : The Flying Car (court métrage)
- 2002 : Roadside Attractions (téléfilm)
- 2006 : Sucks Less with Kevin Smith (série télévisée) - 6 épisodes
- 2016 : Hit Somebody (mini-série)
- 2018 : This Is Not Happening (série télévisée) - 1 épisode
- 2018 : Hollyweed (téléfilm) de lui-même
- 2021 : Les Maîtres de l'univers : Révélation (Masters of the Universe: Revelation) (série télévisée d'animation)

### Producteur / Producteur délégué

#### Cinéma
- 1992 : Mae Day: The Crumbling of a Documentary (court métrage) de lui-même et Scott Mosier
- 1994 : Clerks : Les Employés modèles (Clerks) de lui-même
- 1994 : Drawing Flies de Malcolm Ingram et Matt Gissing
- 1997 : A Better Place de Vincent Pereira
- 1997 : Will Hunting (Good Will Hunting) de Gus Van Sant
- 1999 : Big Helium Dog de Brian Lynch
- 1999 : Le Rallye (Tail Lights Fade) de Malcolm Ingram (non crédité)
- 2000 : Vulgar de Bryan Johnson
- 2001 : Judge Not: In Defense of Dogma (vidéo)
- 2002 : Now You Know de Jeff Anderson
- 2002 : Reel Paradise (documentaire) de Steve James
- 2006 : Clerks 2 (Clerks II) de lui-même
- 2006 : Small Town Gay Bar (documentaire) de Malcolm Ingram
- 2008 : Zack et Miri font un porno (Zack and Miri Make a Porno) de lui-même
- 2010 : Bear Nation (documentaire) de Malcolm Ingram
- 2011 : Red State de lui-même
- 2016 : Holidays - segment Halloween de lui-même
- 2022 : Clerks 3 (Clerks III) de lui-même

#### Télévision
- 1996 : Hiatus (TV) de lui-même
- 2000-2001 : Clerks (Clerks: The Animated Series) (série télévisée d'animation) - 6 épisodes
- 2006 : Sucks Less with Kevin Smith (série télévisée) - 6 épisodes
- 2007 : Le Diable et moi (Reaper) (série télévisée) - 1 épisodes
- 2012-2018 : Comic Book Men (émission de téléréalité) - 71 épisodes
- 2016 : Geeking Out (série télévisée)
- 2018 : Hollyweed (téléfilm) de lui-même
- 2021 : Les Maîtres de l'univers : Révélation (Masters of the Universe: Revelation) (série télévisée d'animation)

### Acteur

#### Cinéma
- 1994 : Clerks : Les Employés modèles (Clerks) de lui-même : Silent Bob
- 1995 : Les Glandeurs (Mallrats) de lui-même : Silent Bob
- 1997 : Méprise multiple (Chasing Amy) de lui-même : Silent Bob
- 1999 : Dogma de lui-même : Silent Bob
- 2000 : Vulgar (en) de Bryan Johnson : Martan Ingram
- 2000 : Scream 3 de Wes Craven : Silent Bob
- 2001 : Jay et Bob contre-attaquent (Jay and Silent Bob Strike Back) de lui-même : Silent Bob
- 2002 : Now You Know de Jeff Anderson : l'homme marié
- 2003 : Daredevil de Mark Steven Johnson : un membre de la Police Scientifique
- 2005 : Fuck de Steve Anderson : lui-même
- 2006 : Southland Tales de Richard Kelly : Simon Thiery
- 2006 : Ma vie sans lui (Catch And Release) de Susannah Grant : Sam
- 2006 : TMNT : Les Tortues Ninja (TMNT) de Kevin Munroe : le cuistot (voix originale)
- 2006 : Clerks 2 (Clerks II) de lui-même : Silent Bob
- 2007 : Die Hard 4 : Retour en enfer (Live Free Or Die Hard) de Len Wiseman : Frederick Kaludis, dit Warlock « le Sorcier »
- 2007 : Superman : Le Crépuscule d'un dieu (Superman: Doomsday) de Lauren Montgomery, Bruce Timm et Brandon Vietti : l'homme grincheux (voix)
- 2009 : Fanboys de Kyle Newman : l'homme à la station d'essence (caméo)
- 2010 : 4.3.2.1 de Noel Clarke et Mark Davis : Big Larry
- 2012 : BearCity 2: The Proposal de Doug Langway : lui-même
- 2013 : Jay and Silent Bob's Super Groovy Cartoon Movie de Steve Stark : Silent Bob / lui-même (voix)
- 2015 : Scooby-Doo : Rencontre avec Kiss (Scooby-Doo! And Kiss: Rock and Roll Mystery) de Tony Cervone : un travailleur (voix)
- 2015 : Star Wars, épisode VII : Le Réveil de la Force de J. J. Abrams : un stormtrooper (caméo vocal[28])
- 2016 : Yoga Hosers de lui-même : Bratzi
- 2017 : Teen Titans: The Judas Contract (vidéofilm d'animation) de Sam Liu : lui-même (voix)
- 2017 : Another WolfCop de Lowell Dean : Mayor Bubba
- 2017 : The Disaster Artist de James Franco : lui-même (caméo)
- 2019 : Shooting Clerks de Christopher Downie : Larkin Eve
- 2019 : Madness in the Method (en) de Jason Mewes : lui-même
- 2019 : Jay et Bob contre-attaquent… encore (Jay and Silent Bob Reboot) de lui-même : Silent Bob / lui-même
- 2019 : Star Wars, épisode IX : L'Ascension de Skywalker (Star Wars: Episode IX – The Rise of Skywalker) de J. J. Abrams : un passant à Kijimi (caméo[29])
- 2020 : Max Reload and the Nether Blasters de Scott Conditt et Jeremy Tremp : Chuck
- 2022 : Clerks 3 (Clerks III) de lui-même : Silent Bob

#### Télévision
- 2001 : New York, police judiciaire (Law & Order) (série télévisée) - saison 10, épisode 17 : le neveu de la femme de Tony
- 2004 : Degrassi : La Nouvelle Génération (Degrassi: The Next Generation) (série télévisée) - saison 4, épisodes 20, 21 et 22 : lui-même
- 2005 : Degrassi : La Nouvelle Génération (Degrassi: The Next Generation) (série télévisée) - saison 5, épisodes 11 et 12 : lui-même
- 2005 : Veronica Mars (série télévisée) - saison 2, épisode 2 : Duane Anders
- 2005 : Joey (série télévisée) - saison 2, épisode 2 : lui-même
- 2010 : Phinéas et Ferb (Phineas and Ferb) (série télévisée d'animation) - 1 épisode : Clive Addison (voix)
- 2015 : The Big Bang Theory (série télévisée) - saison 8, épisode 20 : lui-même
- 2015 : The Mindy Project (série télévisée) - 1 épisode : lui-même
- 2016 : Ask the StoryBots (série télévisée d'animation) - 1 épisode : invité
- 2017 : Speechless (série télévisée) - 1 épisode : lui-même
- 2018 : Hollyweed (téléfilm) de lui-même : Pete
- 2018 : Flash (The Flash) (série télévisée) - 1 épisode : un agent de sécurité
- 2019 : The Big Bang Theory (série télévisée) - saison 12, épisode 16 : lui-même
- 2020 : Les Simpson (The Simpsons) (série télévisée d'animation) - épisode Droit au puits : lui-même (voix)
- 2020 : Loafy (en) (série télévisée d'animation) - 3 épisodes : Mar Camel (voix)
- 2024 : That '90s Show : Sonny

#### Clips vidéo
- 2000 : Because I got high d'Afroman : Silent Bob
- 2018 : I'm Upset de Drake : Silent Bob

#### Jeux vidéo
- 2014 : Lego Batman 3 : Au-delà de Gotham (Lego Batman 3: Beyond Gotham) : lui-même (voix)
- 2016 : Call of Duty: Infinite Warfare (contenu téléchargeable Rave in the Redwoods) : lui-même (voix)

## Distinctions

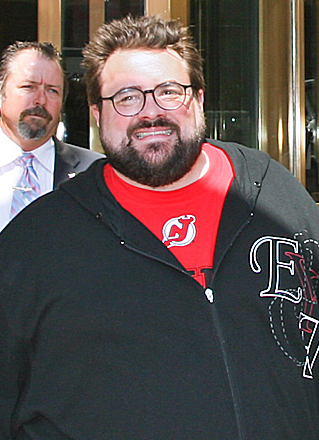
Kevin Smith au Festival international du film de Toronto en 2008.

### Récompenses
- 1994 : Prix de la jeunesse et Prix Mercedes-Benz au Festival de Cannes pour Clerks : Les Employés modèles[30]
- 1994 : Trophée des cinéastes - catégorie dramatique au Festival du film de Sundance pour Clerks : Les Employés modèles
- 1994 : Prix du public au Festival du cinéma américain de Deauville pour Clerks : Les Employés modèles
- 1998 : Film Independent's Spirit Award du meilleur scénario pour Méprise multiple
- 1999 : Prix Harvey du meilleur nouveau talent pour Clerks, Daredevil, Jay et Silent Bob
- 2005 : Independent Spirit Award aux Empire Awards
- 2006 : Prix du public au Festival international du film d'Édimbourg pour Clerks 2
- 2007 : MTV Movie Award du meilleur « moment de bouche le plus sale » partagé avec Jason Mewes pour Clerks 2
- 2009 : Prix Renegade au Festival du film de Vail pour l'ensemble de sa carrière
- 2018 : Prix Inkpot, pour l'ensemble de son œuvre

### Nominations
- 1994 : Prix de la critique au Festival du cinéma américain de Deauville pour Clerks : Les Employés modèles
- 1994 : Grand prix du jury au Festival du film de Sundance pour Clerks : Les Employés modèles
- 1995 : Film Independent's Spirit Awards du meilleur scénario et du meilleur premier film pour Clerks : Les Employés modèles
- 2000 : Film Independent's Spirit Award du meilleur scénario et du meilleur premier film pour Dogma
- 2000 : Las Vegas Film Critics Society Award du meilleur scénario original pour Dogma
- 2001 : Prix Nebula remis par l'organisation Science Fiction and Fantasy Writers of America pour Dogma

## Box-office
| Box-office                    | Box-office   | Box-office   | Box-office      | Box-office   | Box-office |
| Titres                        | Budget       | États-Unis   | France          | Mondial      |            |
| ----------------------------- | ------------ | ------------ | --------------- | ------------ | ---------- |
| Clerks : Les Employés modèles | 27 000 $     | 3 151 130 $  | 115 022 entrées | 3 894 240 $  |            |
| Les Glandeurs                 | 6 100 000 $  | 2 122 561 $  | -               | -            |            |
| Méprise multiple              | 250 000 $    | 12 021 272 $ | 30 577 entrées  | 15 155 095 $ |            |
| Dogma                         | 10 000 000 $ | 30 652 890 $ | 168 433 entrées | 43 948 865 $ |            |
| Jay et Bob contre-attaquent   | 22 000 000 $ | 30 085 147 $ | 9 817 entrées   | 33 788 161 $ |            |
| Père et Fille                 | 35 000 000 $ | 25 268 157 $ | 20 678 entrées  | 36 098 382 $ |            |
| Clerks 2                      | 5 000 000 $  | 24 148 068 $ | 11 709 entrées  | 26 983 776 $ |            |
| Zack et Miri font un porno    | 24 000 000 $ | 31 457 946 $ | -               | 42 034 344 $ |            |
| Top Cops                      | 30 000 000 $ | 44 875 481 $ | 226 312 entrées | 55 909 910 $ |            |
| Red State                     | 4 000 000 $  | 1 104 682 $  | -               | -            |            |